# Sion de Bavonq
Sion de Bavonq ou Bawonac‘i (en arménien Սիոն Ա Բավոնեցի ) est Catholicos de l'Église apostolique arménienne de 767 à 775.

## Biographie
Originaire du bourg de Bavonq ou Peznoï dans le canton d’Aragatsotn, Sion est réputé pour sa sagesse et sa piété. Au début de son catholicossat de huit ans, il réunit une assemblée dans la ville de Partav qui élabore 24 canons destinés à servir de règle pour le  clergé et l’Église.
C’est à l’époque de Sion de Bavonq, pendant  le règne du Calife Al-Mansur, que des bandes arabes commandées par l’ostikan Sulayman dévastent le Vaspourakan des Ardzrouni. L’historien Hovhannès V relève toutefois que ce même Sulayman, « émerveillé par les pouvoirs de thaumaturge de Sion », aurait favorisé son accession au catholicossat.
Le catholicossat de Sion de Bavonq est également contemporain de la grande révolte des princes et des nakharark arméniens qui se termine par la bataille d’Ardjech (15 avril 772) et la bataille de Bagrévand (25 avril 772), qui se sont soldées par l’annihilation de la puissance de plusieurs des anciennes familles princières arméniennes comme les Mamikonians.
C’est toujours Hovhannès V qui confirme que, sous le patriarcat de Sion de Bavonq, intervient « la destruction de Khalin/Kalioun, d’Aren/Mren et du grand bourg de Thalna/Thalin dans lequel sont tuées 700 personnes et où on en prit 1 200 en esclavage ».
Sion de Bavonq meurt en 755 et il a comme successeur Yesaï Ier d'Eghipatrouch.